# Profilgruppen
Profilgruppen AB är ett svenskt börsnoterat metallindustriföretag med säte och produktionsanläggningar för tillverkning av profiler i aluminium i Åseda i Uppvidinge kommun. Det grundades 1981 i Åseda med en produktionslinje för profiltillverkning. 
Profilgruppens aktie är noterad på Stockholmsbörsen sedan 1997.